# Kubok SSSR 1939
La Kubok SSSR 1939 fu la 4ª edizione del trofeo. Vide la vittoria finale della Spartak Mosca, al suo secondo titolo, che vinse in finale contro lo Stalinec Leningrado.

## Formula
Fu ripristinata la formula delle prime due stagioni: il torneo si dipanava su soli sei turni, tutti ad eliminazione diretta e su gare di sola andata, con tempi supplementari, ma non rigori: in caso di parità si ricorreva al replay.
Questa edizione fu caratterizzata da un episodio particolare: la Dinamo Tbilisi protestò per il risultato della semifinale contro lo Spartak Mosca, condizionato da un gol non concesso ai georgiani; la protesta fu inizialmente respinta e la finale giocata tra lo Spartak e lo Stanilets. Qualche giorno dopo, però, il ricorso fu accolto, per cui rigiocata la semifinale: anche in questa occasione prevalse lo Spartak, ragion per cui non fu necessario rigiocare la finale.

## Primo turno
A questo turno parteciparono 34 squadre, tra le quali tutte quelle della Gruppa A 1939, tranne la Dinamo Leningrado.
Le gare furono disputate tra il 29 e il 31 luglio 1939.
| Squadra 1               | Risultato   | Squadra 2            |
| ----------------------- | ----------- | -------------------- |
| Avangard Leningrado     | [ 2 ]       | Torpedo Gor'kij      |
| Kryl'ja Sovetov Mosca   | 0 – 7       | Dinamo Charkiv       |
| Stachanovec Stalino     | 6 – 2       | Lokomotiv Tbilisi    |
| Dzeržinec Vorošilovgrad | 3 – 1       | Osnova Ivanovo       |
| Dinamo Rostov           | 4 – 2       | Selmash Charkiv      |
| Dinamo Mosca            | 1 – 4       | Lokomotiv Mosca      |
| Burevestnik Mosca       | 1 – 2       | Spartak Erevan       |
| Stalinec Leningrado     | 3 – 2 (dts) | Traktor Stalingrado  |
| Pishchevik Mosca        | 2 – 1       | Dinamo Odessa        |
| Dinamo Kiev             | 1 – 0 (dts) | Dinamo Minsk         |
| Metallurg Mosca         | 2 – 3       | Stal Dnipropetrovs'k |
| Sudostroitel' Mykolaïv  | 1 – 2       | Elektrik Leningrado  |
| Spartak Mosca           | 1 – 0       | Spartak Leningrado   |
| Dinamo Tbilisi          | 5 – 2       | Torpedo Mosca        |
| CDKA Mosca              | 4 – 0       | Stalinec Leningrado  |
| Stalinets Mosca         | 6 – 0       | Spartak Charkiv      |
| Lokomotyv Kiev          | 0 – 1       | Temp Baku            |

## Secondo turno
Alle 17 ammesse del turno precedente si aggiunsero Infizkult Minsk, Dinamo Voronez, Dinamo Stalinabad, Dinamo Leningrado, Dinamo Batumi, Nauka Tbilisi, Lokomotiv Baku, Dinamo Kazan, Dinamo Tashkent, Dinamo Leninakan, Avangard Kramatorsk, Dinamo Frunze, Dinamo Alma-Ata, Spartak-2 Mosca e Dinamo Ashkhabad.
Le gare furono disputate tra il 6 e il 9 agosto 1939.
| Squadra 1            | Risultato | Squadra 2               |
| -------------------- | --------- | ----------------------- |
| Spartak Erevan       | [ 5 ]     | Dzeržinec Vorošilovgrad |
| Infizkult Minsk      | [ 6 ]     | Dinamo Voronez          |
| Dinamo Stalinabad    | [ 7 ]     | Elektrik Leningrado     |
| Dinamo Leningrado    | [ 8 ]     | Dinamo Batumi           |
| Stal Dnipropetrovs'k | 0 – 1     | Stalinec Leningrado     |
| Nauka Tbilisi        | 0 – 3     | Stachanovec Stalino     |
| Lokomotiv Mosca      | 1 – 0     | Stalinets Mosca         |
| Lokomotiv Baku       | 0 – 7     | Temp Baku               |
| Dinamo Kazan         | 0 – 2     | Spartak Mosca           |
| Dinamo Tashkent      | 3 – 0     | Avangard Leningrado     |
| Dinamo Leninakan     | 0 – 2     | Avanhard Kramators'k    |
| Dinamo Frunze        | 2 – 4     | Dinamo Charkiv          |
| Dinamo Alma-Ata      | 2 – 1     | Dinamo Kiev             |
| CDKA Mosca           | 6 – 1     | Dinamo Rostov           |
| Dinamo Ashkhabad     | 2 – 0     | Spartak-2 Mosca         |
| Dinamo Tbilisi       | 1 – 0     | Pishchevik Mosca        |

## Ottavi di finale
Le gare furono disputate tra il 13 e il 22 agosto 1939.
| Squadra 1           | Risultato | Squadra 2            |
| ------------------- | --------- | -------------------- |
| CDKA Mosca          | 1 – 0     | Spartak Erevan       |
| Lokomotiv Mosca     | 0 – 1     | Spartak Mosca        |
| Dinamo Tbilisi      | 5 – 3     | Dinamo Batumi        |
| Dinamo Aşgabat      | 1 – 2     | Dinamo Stalinabad    |
| Stalinec Leningrado | 2 – 0     | Avanhard Kramators'k |
| Dinamo Voronez      | 0 – 3     | Dinamo Tashkent      |
| Dinamo Charkiv      | 1 – 2     | Temp Baku            |
| Stachanovec Stalino | 3 – 0     | Dinamo Alma-Ata      |

## Quarti di finale
Le gare furono disputate tra il 22 e il 30 agosto 1939.
| Squadra 1           | Risultato | Squadra 2           |
| ------------------- | --------- | ------------------- |
| Spartak Mosca       | 3 – 1     | Stachanovec Stalino |
| Temp Baku           | 1 – 2     | Dinamo Tashkent     |
| CDKA Mosca          | 0 – 1     | Dinamo Tbilisi      |
| Stalinec Leningrado | 4 – 0     | Dinamo Stalinabad   |

## Semifinali
Le gare furono disputate l'8 settembre 1939; la ripetizione della gara tra Spartak e Dinamo Mosca fu giocata il 30 settembre.
| Squadra 1           | Risultato | Squadra 2       |
| ------------------- | --------- | --------------- |
| Spartak Mosca       | 3 - 2     | Dinamo Tbilisi  |
| Stalinec Leningrado | 3 - 0     | Dinamo Tashkent |

## Finale
| Mosca 14 settembre 1939, ore ?:?                                                      | Spartak Mosca | 3 – 1 referto | Stalinec Leningrado | Stadio Dinamo (Mosca) (70000 spett.) |
| \| \| \| \| \| Baryšev 5’ (aut.) Semënov 29’ Sokolov 50’ \| Marcatori \| 15’ Lasin \| |               |               |                     |                                      |
|                                                                                       |               |               |                     |                                      |
| Baryšev 5’ (aut.) Semënov 29’ Sokolov 50’                                             | Marcatori     | 15’ Lasin     |                     |                                      |